# 비탈리 사빈
비탈리 아나톨리예비치 사빈(러시아어: Вита́лий Анато́льевич Са́вин, 1966년 1월 23일~)은 소련과 카자흐스탄의 육상 선수로 주 종목은 단거리 달리기이다. 1988년 하계 올림픽 남자 400m 계주에서 소련 국가대표팀의 일원으로 금메달을 획득했으며 소련 해체 후에는 카자흐스탄 국가대표로 활동했다.